# Портрет леді Руксандри
Портрет леді Руксандри — стінопис приблизно 1526 року, авторства Добромира, відомого румунського художника того часу. Добромир та команда його учнів завершили розписи собору Куртя-де-Арджеш приблизно у 1526. Початкове розташування — пронаос собору (також там розташовувалися зображення Мірчи I Старого та Нягоє Басараба). У 1882 французькими реставраторами було вирішено демонтувати оригінальні роботи. 35 фрагментів — приблизно 1/10 від початкової кількості — зберіглося. 29 перебувають у Національному музеї мистецтв Румунії, 2 — у Національному музеї історії Румунії, 4 належать церкві.

## Опис
Леді Руксандра — принцеса, молодша донька Нягоє Басараба, котрий був господарем Волощини між 1512 і 1521 роками, та Домни Міліци Деспіни. Руксандра зображена у повний зріст, тримає модель монастиря Куртя-де-Арджеш, головного храму Валахії XVI століття, усипальниці румунських королів. На її голові — велика корона. Поруч був зображений чоловік Руксандри — Раду.
Розміри зображення — 223х87.9 см. Стінопис зберігає Національний музей мистецтв Румунії (Бухарест).